# Vektor (biologi)
 For alternative betydninger, se Vektor (flertydig). (Se også artikler, som begynder med Vektor)
En vektor er inden for epidemiologi en smittebærer, der bærer en infektion til en anden levende organisme, f.eks. til et menneske. Vektoren kan være myg, lus og tæger eller andre organismer, jf. zoonose. I vektoren kan aktivt foregå en del af smitstoffets livscyklus eller en opformering. Et eksempel på et smitstof er den encellede plasmodium-parasit, som er årsag til malaria hos mennesker. Parasitten kan ikke overføres direkte fra menneske til menneske eller fra dyr til dyr, men er afhængig af en vektor (her malariamyggen).

## Eksempler
Fluer er passive smitteoverførere, idet opformeringen foregår på et velegnet sted, der bliver opsøgt af fluerne, for eksempel madvarer.
Eksempler på vektorbårne sygdomme:
- Malaria
- Trypanosomiasis
- Leishmaniasis
- Filariose
- Typhus exanthematicus
- Febris recurrens
- Borreliose
- TBE (Centraleuropæisk hjernebetændelse)

Eksempler på vektorbårne plantesygdomme:
- Elmesyge (obligat vektor: Elmebarkbille (Scolytus sp.))
- Ildsot (fakultativ vektor: Honningbi (Apis mellifera))
- Æblemosaikvirus (fakultativ vektor: Menneske (Homo sapiens) – i forbindelse med beskæring!)